# Prionomelia spododea
Prionomelia spododea är en fjärilsart som beskrevs av George Duryea Hulst 1896. Prionomelia spododea ingår i släktet Prionomelia och familjen mätare. Inga underarter finns listade i Catalogue of Life.